# Jolydrilus jaulus
Jolydrilus jaulus är en ringmaskart som beskrevs av Ernst Marcus 1965. Jolydrilus jaulus ingår i släktet Jolydrilus och familjen glattmaskar. Inga underarter finns listade i Catalogue of Life.